# Azeïevo
Azeïevo (russe : Азе́ево; tatar : Əce ou Әҗе) est une localité rurale (selo) dans le district de Iermichinski de l'oblast de Riazan.

## Géographie
Azaïevo est situé sur la rive droite de la Mokcha, à environ 4 km de celle-ci.

## Histoire
L'existence du village est déjà attestée en 1527. Il appartient ensuite à l'ouiezd d'Elatomski (ru), rattaché au gouvernement de Tambov, et il est un des plus importants, le second après Sassovo dans l'ouiezd. D'après le 3e registre de 1761 - 1767, y vivent 916 tatars, dans 158 foyers et 73 paysans serfs russes dans 14 foyers. Le 9e registre de 1850 indique 2943 habitants, dont 2843 musulmans tatars, ceux de 1861 et 1882 respectivement 3457 habitants dans 446 foyers et . В  4420 habitants dans 669 foyers. Des marchés ont lieu le jeudi dans les villages voisins de Danilovo et de Bogoiavlenie. Sont restés connus les noms de l'ancien Rakhil Ourmanov et du syndic Salim Bournachev.

## Population
Sa population est maintenant de moins de huit cents habitants. Jusqu'à la révolution de 1917, elle était demeurée presque complètement tatare, elle est maintenant mélangée tatare et russe.
| Population | Population | Population | Population | Population |
| 1982       | 1989       | 2004       | 2010       | 2011       |
| ---------- | ---------- | ---------- | ---------- | ---------- |
| 1100       | ↘838       | ↗875       | ↘724       | ↘723       |

## Personnalités liées à la localité
Sont nés à Azaïevo :
- l'entrepreneur et mécène tatar, fondateur de la grande mosquée de Moscou, Salikh Ioussopovitch Erzine (1830—1911) ;
- la poétesse tatare Zakhida Bournacheva (1895-1977) ;
- le commissaire aux armées de la République soviétique populaire de Boukhara Baraoutdine Chegaboutnov ;
- Fikrat Akhmedjanovitch Tabeïev (1928-2015), homme politique soviétique et russe, premier secrétaire du comité régional du Tatarstan du PCUS (1960-1979), premier vice-président du conseil des ministres de la RSFSR (1986-1990) ;
- le journaliste de télévision Richat Khafisovitch Mamatov, un des créateurs de l'émission Vremia (1925—1992)
- Charif Bournachev et Ourmanov Ibraguim, élèves de l'université cairote al-Azhar, imams dans la période soviétique.